# Ервин Бауер
Ервин Бауер (на немски: Erwin Bauer) е бивш пилот от Формула 1.
Роден на 17 юли 1912 година в Щутгарт, Германия.

## Формула 1
Ервин Бауер прави своя дебют във Формула 1 в голямата награда на Германия през 1953 година. В световния шампионат записва 1 състезания, като не успява да спечели точки. Състезава се с частен Веритас.